# كاوري نازوكا
كاوري نازوكا (名塚佳織 نازوكا كاوري) هي مؤدية أصوات يابانية ولدت في 24 أبريل 1985 م في طوكيو.

## حياتها
أعلنت زواجها في فبراير 2011 وأنجبت ابنة في 1 يناير 2012. وفي 4 ديسمبر 2021 أعلنت أنها أنجبت ابنتها الثانية

## أدوارها في الأنمي

### مسلسلات أنمي تلفزيونية
- إيوريكا سفن - إيوريكا
- سول إيتر - تسوباكي ناكاتسوكاسا
- سول إيتر نوت! - تسوباكي ناكاتسوكاسا
- كود غياس: لولوش الثائر - نانالي لامبروج
- كود غياس: لولوش الثائر R2 - نانالي لامبروج
- الآن وبعدئذ، هنا وهناك - لالارو
- خيميائي الفولاذ: فل ميتال ألكيميست - ماريا روس
- غوست هنت - ماي تانياما
- فروتس باسكت - كيسا سوما
- ناتسو نو أراشي! - كايا
- ناتسو نو أراشي! أكينايتشو - كايا
- دوت هاك ساين - سوبارو
- دوت هاك روتس - شينو
- تسوباسا كرونيكل - تشي
- تابل وذئب - كلوي
- داركر ذان بلاك: المقاول الأسود - باي
- دي جرايمان - تشوميسكي/ساتشيكو
- سترايك ويتشز - لينيت بيشوب
- كامبفر - شيزوكو سانغو
- كيشين تايسن جيجانتيك فورميولا - سيلفي ميرابو
- تو لاف-رو - يوي كوتيغاوا
- أولينسيس الفضي - تيا
- AVENGER - كريس
- الدموع الحقيقية - هيرومي يواتشي
- غوسيك - اليتيمة
- كامينوميزو شيرو سيكاي: الحارسات - تينري أيوكاوا، ديانا
- لوغ هورايزون - ميسا تاكاياما
- البؤساء: الفتاة كوزيت - كوزيت
- فايري تايل - جيني ريالايت
- خليلة (مؤقتة) - فوميو موراكامي
- معارك القوى الغريبة في حياتنا اليومية - شيهارو ساتومي
- كابتن إيرث - ريتا هينو
- هايكيو!! - كيوكو شيميزو
- هايكيو!! الموسم الثاني - كيوكو شيميزو
- سبيس داندي - بو
- فيت/كاليد لاينر بريزما إليا - ميو إيديلفيلت
- فيت/كاليد لاينر بريزما إليا زفاي! - ميو إيديلفيلت
- بياض الثلج ذات الشعر الأحمر - كيكي سيران
- كابتن إيرث - ريتا هينو
- أكاديميتي للأبطال - تورو هاغاكوري، ماونت ليدي
- كود-إي - سونومي كوجو
- بوبتيبيبيك - بيبيمي (الحلقة 6A)
- بونغو ستراي دوغز - مارغريت إم
- ري:بداية الحياة في عالم آخر من نقطة الصفر - فريديريكا باومان
- مجموعة جونجي إيتو - تاماي، يوكو، ميو فوجي، ليليا، ميوكو واتانابي

### أوفا أنمي
- تسوباسا شونرايكي - أماتيراسو
- كامينوميزو شيرو سيكاي: تينري - تينري أيوكاوا، ديانا

### أفلام أنمي
- سلسلة أفلام توا نو كوؤن
  - توا نو كوؤن: الفصل الأول «البتلة الرغوية» - تي
  - توا نو كوؤن: الفصل الثاني «رقصة الفوضى» - تي
  - توا نو كوؤن: الفصل الثالث «عقوبة الأوهام» - تي
  - توا نو كوؤن: الفصل الرابع «القلق القرمزي» - تي
  - توا نو كوؤن: الفصل الخامس «عودة القاهر» - تي
  - توا نو كوؤن: الفصل السادس «الأبد الأبدي» - تي
- إيوريكا سفن: جيب مليء بأقواس قزح - إيوريكا
- أكاديميتي للأبطال ذا موفي: البطلين - تورو هاغاكوري
- كود غياس: لولوش العائد للحياة - نانالي لامبروج

## أدوارها في ألعاب الفيديو
- سلسلة ألعاب سوبر روبوت وورز - إيوريكا
- تيلز أوف إينوسنس - أنجي سيرينا
- بيرسونا Q شادو أوف ذا لابيرينث - ري
- خليلة (مؤقتة) - فوميو موراكامي

## وصلات خارجية
- كاوري نازوكا على موقع IMDb (الإنجليزية)
- كاوري نازوكا على موقع ميوزك برينز (الإنجليزية)
- كاوري نازوكا على موقع قاعدة بيانات الفيلم (الإنجليزية)
- كاوري نازوكا على موقع ANN person (الإنجليزية)